# Sport-Gemeinschaft Union Solingen 97 1975-1976
Questa voce raccoglie le informazioni riguardanti la Sport-Gemeinschaft Union Solingen 97 nelle competizioni ufficiali della stagione 1975-1976.

## Stagione
Nella stagione 1975-1976 l'Union Solingen, allenato da Horst Stockhausen e Herbert Burdenski, concluse il campionato di 2. Bundesliga al 13º posto. In Coppa di Germania l'Union Solingen fu eliminato al primo turno dall'Homburg.

## Rosa
| N. |                     | Ruolo | Calciatore              |
| -- | ------------------- | ----- | ----------------------- |
|    | Germania (bandiera) | P     | Jörg Daniel             |
|    | Germania (bandiera) | P     | Meinolf Schulte         |
|    | Germania (bandiera) | D     | Wolfgang Arenth         |
|    | Germania (bandiera) | D     | Edgar Evenkamp          |
|    | Germania (bandiera) | D     | Wolfgang Fabian         |
|    | Germania (bandiera) | D     | Heinz-Peter Helpenstein |
|    | Germania (bandiera) | D     | Dirk Hupe               |
|    | Germania (bandiera) | D     | Jürgen Kohle            |
|    | Germania (bandiera) | D     | Reinhard Schmitz        |
|    | Germania (bandiera) | D     | Klaus Uphoff            |
|    | Germania (bandiera) | C     | Siegfried Frank         |
|    | Germania (bandiera) | C     | Dieter Goldbach         |

| N. |                     | Ruolo | Calciatore         |
| -- | ------------------- | ----- | ------------------ |
|    | Germania (bandiera) | C     | Karl-Heinz Haymann |
|    | Germania (bandiera) | C     | Gerd Knoth         |
|    | Germania (bandiera) | C     | Wolfgang Krüger    |
|    | Germania (bandiera) | C     | Horst Kuballa      |
|    | Germania (bandiera) | C     | Helmut Markgraf    |
|    | Germania (bandiera) | C     | Horst Stockhausen  |
|    | Serbia (bandiera)   | C     | Kresinira Vlajnic  |
|    | Germania (bandiera) | A     | Günter Köpsel      |
|    | Germania (bandiera) | A     | Hans Jürgen Lehr   |
|    | Germania (bandiera) | A     | Werner Lenz        |
|    | Germania (bandiera) | A     | Lothar Richter     |

## Organigramma societario
Area tecnica
- Allenatore: Herbert Burdenski
- Allenatore in seconda:
- Preparatore dei portieri:
- Preparatori atletici:

## Calciomercato

### Sessione estiva
| Acquisti | Acquisti           | Acquisti          | Acquisti |
| R.       | Nome               | da                | Modalità |
| -------- | ------------------ | ----------------- | -------- |
| A        | Lothar Richter     | Viktoria Colonia  |          |
| P        | Jörg Daniel        | Fortuna Colonia   |          |
| C        | Dieter Goldbach    | Borussia Dortmund |          |
| C        | Karl-Heinz Haymann | Fortuna Colonia   |          |
| D        | Reinhard Schmitz   | TuS Grevenbroich  |          |
| C        | Kresinira Vlajnic  | Maribor           |          |

| Cessioni | Cessioni | Cessioni | Cessioni |
| R.       | Nome     | a        | Modalità |
| -------- | -------- | -------- | -------- |

### Sessione invernale
| Acquisti | Acquisti        | Acquisti         | Acquisti |
| R.       | Nome            | da               | Modalità |
| -------- | --------------- | ---------------- | -------- |
| D        | Wolfgang Fabian | Bayer Leverkusen |          |

| Cessioni | Cessioni | Cessioni | Cessioni |
| R.       | Nome     | a        | Modalità |
| -------- | -------- | -------- | -------- |

## Risultati

### 2. Bundesliga

#### Girone di andata
| Arbitro: | Oltmann |

|                                    |           |                                                                               |
| Marczewski 60’ Schwarze 70’ (rig.) | Marcatori | 17’, 38’ Richter 27’ Goldbach 30’ Evenkamp 57’ (rig.) Kohle 59’ Lenz 69’ Lehr |

| Arbitro: | Sommershoff |

|           |           |                 |
| Kohle 53’ | Marcatori | 20’ Plaggemeyer |

| Arbitro: | Kohnen |

|             |           |  |
| Schmitz 35’ | Marcatori |  |

| Arbitro: | Raabe |

|               |           |               |
| Marsollek 21’ | Marcatori | 58’, 64’ Lehr |

| Arbitro: | Reichmann |

|              |           |            |
| Goldbach 37’ | Marcatori | 7’ Ziegler |

| Arbitro: | Waltert |

|                          |           |  |
| Fritsche 76’ (rig.), 90’ | Marcatori |  |

| Arbitro: | Rieb |

|              |           |          |
| Goldbach 26’ | Marcatori | 70’ Abel |

| Bielefeld 20 settembre 1975, ore 15:00 CET 8ª giornata | Arminia Bielefeld | 0 – 0 referto | Union Solingen | Bielefelder Alm (20 000 spett.)\| Arbitro: \| Glasneck \| |
| Arbitro:                                               | Glasneck          |               |                |                                                           |

| Arbitro: | Meijerink |

|         |           |                |
| Lenz 7’ | Marcatori | 30’ Mühlenberg |

| Berlino 4 ottobre 1975, ore 15:00 CET 10ª giornata | Wacker 04 Berlino | 0 – 0 referto | Union Solingen | Sportplatz Wackerweg (1 400 spett.)\| Arbitro: \| Jensen \| |
| Arbitro:                                           | Jensen            |               |                |                                                             |

| Arbitro: | Gabriel |

|             |           |  |
| Kuballa 28’ | Marcatori |  |

| Arbitro: | Heymann |

|                           |           |  |
| Gerber 14’, 73’ Dupke 72’ | Marcatori |  |

| Arbitro: | Gathmann |

|             |           |  |
| Schmitz 65’ | Marcatori |  |

| Arbitro: | Schütte |

|                           |           |          |
| Hermann 68’ Kucharski 71’ | Marcatori | 28’ Lehr |

| Arbitro: | Wippker |

|             |           |               |
| Richter 80’ | Marcatori | 25’ Kasperski |

| Arbitro: | Porta |

|                                |           |                          |
| Horsch 41’ (rig.) Rosellen 43’ | Marcatori | 25’ Haymann 68’ Goldbach |

| Arbitro: | Sommershoff |

|  |           |              |
|  | Marcatori | 19’ Füllbier |

| Arbitro: | Horstmann |

|                              |           |  |
| Otters 60’ (rig.) Baylón 75’ | Marcatori |  |

| Solingen 27 dicembre 1975, ore 15:00 CET 19ª giornata | Union Solingen | 0 – 0 referto | Erkenschwick | Stadion am Hermann-Löns-Weg (4 000 spett.)\| Arbitro: \| Kindervater \| |
| Arbitro:                                              | Kindervater    |               |              |                                                                         |

#### Girone di ritorno
| Arbitro: | Milkert |

|                     |           |         |
| Lehr 30’ Arenth 56’ | Marcatori | 16’ Goy |

| Arbitro: | Hanschke |

|                     |           |                      |
| Wolf 14’ Zindel 47’ | Marcatori | 79’ Lehr 89’ Kuballa |

| Arbitro: | Eschweiler |

|                                  |           |            |
| Deterding 25’ Kuballa 90’ (aut.) | Marcatori | 7’ Kuballa |

| Arbitro: | Brückner |

|             |           |                                |
| Richter 25’ | Marcatori | 36’, 65’ Neumann 80’, 86’ John |

| Arbitro: | Fork |

|                        |           |  |
| Sobbe 1’ Kentschke 55’ | Marcatori |  |

| Arbitro: | Hennig |

|             |           |  |
| Schmitz 70’ | Marcatori |  |

| Arbitro: | Wippker |

|                     |           |          |
| Abel 29’ Elgert 39’ | Marcatori | 45’ Lehr |

| Arbitro: | Leyding |

|                      |           |  |
| Haymann 47’ Lehr 87’ | Marcatori |  |

| Arbitro: | Kaiser |

|              |           |          |
| Baumanns 23’ | Marcatori | 52’ Lehr |

| Arbitro: | Oltmann |

|                                 |           |            |
| Hupe 10’ Stockhausen 61’ (rig.) | Marcatori | 34’ Racine |

| Arbitro: | Lüling |

|                                                    |           |  |
| Schulz 62’ Jakobs 70’ Sprenger 85’ Stolzenburg 86’ | Marcatori |  |

| Arbitro: | Milkert |

|               |           |          |
| Lehr 50’, 69’ | Marcatori | 86’ Fanz |

| Arbitro: | Richter |

|                                             |           |             |
| Kraus 13’, 44’ Heldt 68’ Bone 82’ Jonas 87’ | Marcatori | 59’ Kuballa |

| Arbitro: | Reichmann |

|             |           |             |
| Kuballa 61’ | Marcatori | 17’ Hermann |

| Dortmund 23 maggio 1976, ore 15:00 CET 34ª giornata | Borussia Dortmund | 0 – 0 referto | Union Solingen | Westfalenstadion (18 000 spett.)\| Arbitro: \| Heitmann \| |
| Arbitro:                                            | Heitmann          |               |                |                                                            |

| Arbitro: | Kohnen |

|                         |           |                          |
| Kuballa 14’ Schmitz 79’ | Marcatori | 16’ Hammes 81’ Babington |

| Arbitro: | Hanschke |

|                                       |           |          |
| Rudloff 15’ Rummenigge 58’ Angele 90’ | Marcatori | 65’ Lenz |

| Arbitro: | Wahmann |

|                        |           |            |
| Schmitz 4’ Richter 83’ | Marcatori | 71’ Ludwig |

| Arbitro: | Boe |

|                                                           |           |                                |
| Lütkebohmert 67’ (rig.), 72’ Koschmieder 73’ Porschke 74’ | Marcatori | 4’ Hupe 42’ Kuballa 63’ Arenth |

### Coppa di Germania
| Arbitro: | Kettenbach |

|                                                  |           |  |
| Spuhler 28’ Pankotsch 48’ Lenz 52’ Leunissen 63’ | Marcatori |  |

## Statistiche

### Statistiche di squadra
| Competizione      | Punti | In casa | In casa | In casa | In casa | In casa | In casa | In trasferta | In trasferta | In trasferta | In trasferta | In trasferta | In trasferta | Totale | Totale | Totale | Totale | Totale | Totale | DR  |
| Competizione      | Punti | G       | V       | N       | P       | Gf      | Gs      | G            | V            | N            | P            | Gf           | Gs           | G      | V      | N      | P      | Gf     | Gs     | DR  |
| ----------------- | ----- | ------- | ------- | ------- | ------- | ------- | ------- | ------------ | ------------ | ------------ | ------------ | ------------ | ------------ | ------ | ------ | ------ | ------ | ------ | ------ | --- |
| 2. Bundesliga     | 36    | 19      | 9       | 8       | 2       | 23      | 17      | 19           | 2            | 6            | 11           | 22           | 39           | 38     | 11     | 14     | 13     | 45     | 56     | -11 |
| Coppa di Germania | -     | 0       | 0       | 0       | 0       | 0       | 0       | 1            | 0            | 0            | 1            | 0            | 4            | 1      | 0      | 0      | 1      | 0      | 4      | -4  |
| Totale            | 36    | 19      | 9       | 8       | 2       | 23      | 17      | 20           | 2            | 6            | 12           | 22           | 43           | 39     | 11     | 14     | 14     | 45     | 60     | -15 |

### Andamento in campionato
| Giornata  | 1 | 2 | 3 | 4 | 5 | 6 | 7 | 8 | 9 | 10 | 11 | 12 | 13 | 14 | 15 | 16 | 17 | 18 | 19 | 20 | 21 | 22 | 23 | 24 | 25 | 26 | 27 | 28 | 29 | 30 | 31 | 32 | 33 | 34 | 35 | 36 | 37 | 38 |
| --------- | - | - | - | - | - | - | - | - | - | -- | -- | -- | -- | -- | -- | -- | -- | -- | -- | -- | -- | -- | -- | -- | -- | -- | -- | -- | -- | -- | -- | -- | -- | -- | -- | -- | -- | -- |
| Luogo     | T | C | C | T | C | T | C | T | C | T  | C  | T  | C  | T  | C  | T  | C  | T  | C  | C  | T  | T  | C  | T  | C  | T  | C  | T  | C  | T  | C  | T  | C  | T  | C  | T  | C  | T  |
| Risultato | V | N | V | V | N | P | N | N | N | N  | V  | P  | V  | P  | N  | N  | P  | P  | N  | V  | N  | P  | P  | P  | V  | P  | V  | N  | V  | P  | V  | P  | N  | N  | N  | P  | V  | P  |
| Posizione | 1 | 3 | 1 | 1 | 1 | 4 | 5 | 6 | 8 | 9  | 7  | 8  | 7  | 8  | 8  | 9  | 9  | 12 | 13 | 9  | 11 | 12 | 12 | 13 | 11 | 13 | 12 | 13 | 12 | 12 | 12 | 12 | 12 | 11 | 11 | 11 | 11 | 13 |

Legenda:

Luogo: C = Casa; T = Trasferta. Risultato: V = Vittoria; N = Pareggio; P = Sconfitta.

### Statistiche dei giocatori
| Giocatore      | 2. Bundesliga | 2. Bundesliga | 2. Bundesliga | 2. Bundesliga | Coppa di Germania | Coppa di Germania | Coppa di Germania | Coppa di Germania | Totale   | Totale | Totale      | Totale     |
| Giocatore      | Presenze      | Reti          | Ammonizioni   | Espulsioni    | Presenze          | Reti              | Ammonizioni       | Espulsioni        | Presenze | Reti   | Ammonizioni | Espulsioni |
| -------------- | ------------- | ------------- | ------------- | ------------- | ----------------- | ----------------- | ----------------- | ----------------- | -------- | ------ | ----------- | ---------- |
| W. Arenth      | 8             | 2             | 0             | 0             | 0                 | 0                 | 0                 | 0                 | 8        | 2      | 0           | 0          |
| J. Daniel      | 38            | 0             | 0             | 0             | 1                 | 0                 | 0                 | 0                 | 39       | 0      | 0           | 0          |
| E. Evenkamp    | 38            | 1             | 2             | 0             | 1                 | 0                 | 0                 | 0                 | 39       | 1      | 2           | 0          |
| W. Fabian      | 21            | 0             | 1             | 0             | 0                 | 0                 | 0                 | 0                 | 21       | 0      | 1           | 0          |
| S. Frank       | 0             | 0             | 0             | 0             | 0                 | 0                 | 0                 | 0                 | 0        | 0      | 0           | 0          |
| D. Goldbach    | 27            | 4             | 7             | 0             | 1                 | 0                 | 0                 | 0                 | 28       | 4      | 7           | 0          |
| K. Haymann     | 30            | 2             | 2             | 0             | 0                 | 0                 | 0                 | 0                 | 30       | 2      | 2           | 0          |
| H. Helpenstein | 24            | 0             | 3             | 1             | 1                 | 0                 | 0                 | 0                 | 25       | 0      | 3           | 1          |
| D. Hupe        | 21            | 2             | 1             | 0             | 0                 | 0                 | 0                 | 0                 | 21       | 2      | 1           | 0          |
| G. Knoth       | 17            | 0             | 1             | 0             | 1                 | 0                 | 0                 | 0                 | 18       | 0      | 1           | 0          |
| J. Kohle       | 23            | 2             | 2             | 0             | 1                 | 0                 | 0                 | 0                 | 24       | 2      | 2           | 0          |
| W. Krüger      | 31            | 0             | 2             | 0             | 0                 | 0                 | 0                 | 0                 | 31       | 0      | 2           | 0          |
| H. Kuballa     | 33            | 7             | 7             | 0             | 1                 | 0                 | 0                 | 0                 | 34       | 7      | 7           | 0          |
| G. Köpsel      | 3             | 0             | 0             | 0             | 1                 | 0                 | 0                 | 0                 | 4        | 0      | 0           | 0          |
| H. Lehr        | 33            | 11            | 4             | 0             | 1                 | 0                 | 0                 | 0                 | 34       | 11     | 4           | 0          |
| W. Lenz        | 22            | 3             | 2             | 0             | 0                 | 0                 | 0                 | 0                 | 22       | 3      | 2           | 0          |
| H. Markgraf    | 0             | 0             | 0             | 0             | 1                 | 0                 | 0                 | 0                 | 1        | 0      | 0           | 0          |
| L. Richter     | 26            | 5             | 1             | 0             | 1                 | 0                 | 0                 | 0                 | 27       | 5      | 1           | 0          |
| R. Schmitz     | 37            | 5             | 7             | 0             | 1                 | 0                 | 0                 | 0                 | 38       | 5      | 7           | 0          |
| M. Schulte     | 0             | 0             | 0             | 0             | 0                 | 0                 | 0                 | 0                 | 0        | 0      | 0           | 0          |
| H. Stockhausen | 30            | 1             | 3             | 0             | 0                 | 0                 | 0                 | 0                 | 30       | 1      | 3           | 0          |
| K. Uphoff      | 14            | 0             | 0             | 0             | 1                 | 0                 | 0                 | 0                 | 15       | 0      | 0           | 0          |
| K. Vlajnic     | 2             | 0             | 0             | 0             | 0                 | 0                 | 0                 | 0                 | 2        | 0      | 0           | 0          |